# Nioukja
La Nioukja (en russe : Нюкжа) est une rivière de Sibérie orientale en Russie, qui coule dans les oblasts de Tchita et de l'Amour.
C'est un affluent de l'Olekma en rive droite, donc un sous-affluent de la Léna.

## Géographie
La Nioukja naît dans les Monts Nioukjinskoy, partie orientale des monts Iablonovy. Dans son cours supérieur, elle coule successivement vers le sud, puis vers l'ouest, puis vers le nord pour adopter finalement la direction générale du nord-est. À mi-parcours, elle effectue cependant une boucle qui l'amène en direction du nord-ouest, orientation qu'elle maintient tout au long du reste de son parcours.
Après avoir traversé des régions essentiellement montagneuses pendant 583 kilomètres, elle se jette dans l'Olekma, au niveau de la localité d'Oust-Nioukja.
La Nioukja gèle en octobre et reste prise par les glaces jusque fin avril, voire début mai.

## Affluents
- La Loptcha (rive gauche) est son affluent principal.

## Le parcours de la Magistrale Baïkal-Amour
La moitié inférieure de son cours est longée sur plus de 250 kilomètres par la voie ferrée de la Magistrale Baïkal-Amour ou BAM, entre Oust-Nioukja (au nord-ouest : direction Krasnoïarsk puis l'Europe) et le confluent de la rivière Sredniaïa Larba (au sud-est : direction Nakhodka et la côte de l'Océan Pacifique).

## Villes traversées
Il n'y a guère d'établissements humains importants dans la vallée de la Nioukja. Citons cependant Oust-Nioukja, station ferroviaire au confluent Nioukja-Olekma.

## Hydrométrie - Les débits mensuels à Loptcha
La Nioukja est un cours d'eau abondant mais extrêmement irrégulier.
Son débit a été observé pendant 11 ans (entre 1963 et 1991) à Loptcha, localité située au niveau de sa confluence avec la Loptcha, à 187 kilomètres de son débouché dans l'Olekma. 
Le débit inter annuel moyen ou module observé à Loptcha durant cette période était de 156 m3/s pour une surface de drainage de 20 500 km2, soit plus ou moins 64 % de la totalité du bassin versant de la rivière.
La lame d'eau écoulée dans ce bassin se monte ainsi à 242 millimètres par an, ce qui doit être considéré comme normal dans le contexte du sud du bassin de la Léna. 
Rivière alimentée en partie par les pluies d'été et aussi par la fonte des neiges et des glaces, la Nioukja est un cours d'eau de régime nivo-pluvial qui présente deux saisons bien marquées. 
Les hautes eaux se déroulent de la fin du printemps au début de l'automne, du mois de mai au mois de septembre inclus, avec un sommet en juin qui correspond au dégel. Le bassin bénéficie de bonnes précipitations durant l'été, particulièrement sur les hauts sommets des monts Nioukjinskoy et Iablonovy. Elles tombent sous forme de pluie en été, ce qui explique que le débit de juin à septembre soit abondant. En octobre, le débit de la rivière baisse fortement, ce qui mène à la période des basses eaux, liée aux très basses températures de l'hiver est-sibérien. Cette saison de basses eaux, d'une durée de six mois, a lieu de novembre à début mai et correspond aux importantes gelées qui s'abattent sur toute la région. 
Le débit moyen mensuel observé en février (minimum d'étiage) est de 0,08 m3/s, presque rien comparé au débit du mois de juin (471 m3/s), ce qui souligne l'amplitude extrêmement élevée des variations saisonnières. Sur la durée d'observation de 11 ans, le débit mensuel minimal a été de 0,03 m3/s en février 1969, tandis que le débit mensuel maximal s'élevait à 1 290 m3/s en juin 1963. 
En ce qui concerne la période estivale, libre de glaces (de mai à septembre inclus), le débit mensuel minimum observé a été de 71,1 m3/s en septembre 1963, niveau restant encore bien abondant.